# Acrocercops autarithma
Acrocercops autarithma là một loài bướm đêm thuộc họ Gracillariidae. Nó được tìm thấy ở Java, Indonesia. Nó được miêu tả bởi E. Meyrick năm 1934.